# Abla Al-Kahlawi
Abla El Kahlawe (Ulema, erudita, predicadora y profesora universitaria)

## Biografía
Abla Mohamed Morsy Abdel-Latif Al Kahlawe, es una predicadora egipcia musulmana y es una de las pioneras en la filantropía en Egipto, nació el 15 de diciembre de 1948 en el barrio de Zamalek de El Cairo, también conocida cómo" Madre Abla" o "el icono de las mujeres predicadoras". 
Fue profesora del fiqh en la Facultad de Estudios Árabes e Islámicos para mujeres de la Universidad de al-Azhar, también ocupó el cargo de decana de la misma facultad.
Presentó muchos programas Islámicos y clases predicadas en los canales egipcios y árabes de transmisión por satélite donde dejó una impresión distintiva, su estilo se caracteriza por la sencillez y el alejamiento de la complejidad en dar el consejo para resolver miles de problemas en consonancia con las enseñanzas religiosas y por eso se consideró una de las predicadoras más grandes y famosas en el campo del da'wa de las mujeres.
Y cuando envejeció y se enfermó, recurrió a las redes sociales para continuar su actividad religiosa.
Ahmed Omar Hashem, miembro del Consejo de Eruditos Mayores dejó sobre ella: "es una de las mujeres virtuosas en el cuerpo docente de la Universidad de al-Azhar y el ex decana de mujeres de Port Said y también es una de las buenas predicadoras que convoca al sendero de Allah, la consideramos así que fue una de las piadosas y las íntegras que está en la guía de Dios y con conocimiento.
Sirvió a sus estudiantes en la Universidad de al-Azhar y cumplió su misión al máximo, además contribuyó a la Da'wa islámica agradeciendo el asesoramiento a las mujeres y deseamos de todo corazón que Allah le recompense por todo lo que hizo.
Escribió muchos libros y publicaciones que abordan varias cuestiones religiosas y de jurisprudencia, entre ellas: "Un viajero sin camino", "Filiación y paternidad", "Bancos de leche materna: que trata las confusiones y las ambigüedades en el tema de los bancos de leche materna", "El divorcio solicitado por la mujer cura lo incurable: es un estudio jurisprudencial comparado", "una serie de libros relacionados con el fiqh de las mujeres: que habla de cuestiones o casos de las mujeres en la peregrinación mayor (Hajj) y menor (Umra) ".

## Su vida
En sus últimos años, Abla Al-Kahlawe dedicó a trabajar en la filantropía y fundó la asociación de Al-Baqiyat Al-Salihat en el Mokattam, una de las organizaciones benéficas más grandes en Egipto, que ofrece muchos servicios sociales en todas las provincias para cuidar a los niños huérfanos, pacientes con cáncer y las personas de edad que sufren Alzheimer, además del complejo de Al-Baqiyat Al-Salihat en Mokattam.
También creó otro hogar para la familia y para apoyar a madres y chicas. 
Semanas antes de su fallecimiento, intensificó sus campañas para prestar oxígeno a los pacientes de corona que los atienden en su caridad, y pidió a los garantes de derechos que intervinieran rápidamente, el Ministerio de Salud egipcio efectivamente intervino y al trasladar a los pacientes y prestó de servicios de salud para ellos. 
En 2020, La Liga de mujeres Árabes y Africanas la honró en el Día Internacional de la Mujer y fue elegida por unanimidad como la madre perfecta ese año a nivel de la república por su papel educativo y esclarecedor en la sociedad. 
Murió el 24 de enero de 2021 a la edad de setenta y dos años (72), como consecuencia de su infección del nuevo coronavirus y del deterioro de su salud, y se quedó en cuidados intensivos, donde sufrió falta de aliento, hasta que murió. 
Abla Mohamed Morsy Abdel-Latef Al Kahlawe nació el 15 de diciembre de 1948. Es la hija mayor del cantante de canciones religiosas Mohammed Al-Kahlawe, y hermana de Mohamed Al-Kahlawe, profesor de arquitectura islámica y el cantante religioso Ahmed Al-Kahlawe. Se casó a temprana edad con Mohammed Bassiounii, que su padre eligió para ella, es un ingeniero general, también es uno de los héroes de la Guerra de Octubre (Yom Kipur), y uno de los que viajaron a Alemania para traer las tuberías necesarias para secretamente bombardear La Línea Bar Lev. También martirizó en la misma guerra, ella le dio a luz tres hijos, Marwa, que es una profesora de medios en las Universidades de Beni Suef y Octubre, la segunda es Rudiana, que obtuvo el grado de bachiller en Administración de Empresas y Comercio Internacional y un diploma del Instituto de Estudios Islámicos en Sharía (ley islámica) y se prepara para ser predicadora al Islam a nivel mundial en los países en los que acompaña a su marido quien trabaja en el servicio diplomático, y la última es Hebatullah o Heidi, quien se graduó de la Facultad de Farmacia. 
Abla Al-Kahlawe dijo en una de sus entrevistas de televisión en el programa Men Al Qalb lil Qalb (De corazón a corazón) que crio a sus tres hijas después de la muerte de su esposo y sufragó todos los gastos sola, con su trabajo y hacer cosas buenas para ayudar la gente, diciendo : "con la ayuda de Allah en cada paso de mis pasos" pues agregó : "antes de la muerte de mi marido, no me importaba separar mis ingresos de él, y lo dio la libertad de manejar los asuntos financieros, y después de su muerte me encontré responsable de todo en presencia de algunas personas codiciosas y con malas intenciones… y Allah me estaba enviando gente para ayudarme a encargar mis asuntos, criar a mis hijos y para los gastos de matrimonio. 
●      Ver Mahoma en el sueño en su forma física real
Abla Al-Kahlawe narró uno de sus sueños en los que ha visto Mahoma mientras dormía después de la oración del fajr diciendo :" he visto Mahoma en mi sueño con su forma física real y repetía, Abla, dile a Omar que no mascare a los prisioneros". Ella dijo que no pudo entender su significado y fue al Imam Al-Shaarawy, quien le explicó que Omar es Ahmed Omar Hashem, ya que Omar era el presidente de la Universidad en la que trabajaba en ese momento, entonces le contó, según el consejo de Taha Abu Kurisha, miembro del Consejo de Eruditos Mayores, y le dijo que había una gran angustia y un algo privado relacionado con el destino de algunas personas, quien en definitiva respondió a su mensaje y resolvió este asunto. 

## Formación Académica
Abla Al-Kahlawe obtuvo alta calificación en la escuela secundaria pública y esperaba ser embajadora, pero se matriculó en la Facultad de Estudios Islámicos de la Universidad Al-Azhar para cumplir el deseo de su padre, también completó su carrera educativa en el domicilio conyugal y obtuvo su título universitario en 1969. Se especializó en Sharía (ley islámica), tuvo un máster en 1974 en jurisprudencia comparada (al-fiqh al-muqaran) sobre el tema del asesoramiento (Shura), como la base del gobierno Islámico". 

*La educación y la enseñanza:
Abla se unió a la enseñanza académica, donde ocupó el cargo de profesora del fiqh al-muqaran en la Facultad de Estudios Árabes e Islámicos para Mujeres de la Universidad de al-Azhar, pues pasó a más de un puesto en la esfera de la enseñanza universitaria, incluida la Facultad de Educación para Mujeres en Riad y la Facultad para Mujeres de la Universidad de al-Azhar. 
*En 1979 presidió el departamento de Sharía (ley islámica) de la Facultad de Educación de Makkah Al-Mukarramah. Entonces Abla empezó su camino en el ámbito de la educación de las mujeres en Makkah Al-Mukarramah, declarando las formas de comprensión en la religión y enseñando los mejores e importantes libros (las madres de los libros) y las fuentes de las ciencias de Sharía, según el versículo que dice: "Quienes obren el bien obtendrán la mejor recompensa y una gracia aún mayor". 
Junto con la enseñanza académica, Abla Al-Kahlawe participó como divulgadora del islam en su calidad de una de las mayores predicadoras del islam en el medio femenino, empezó a dar lecciones diarias después de la oración del Magreb para las mujeres en la kaaba durante dos años, de 1987 a 1989,durante los cuales recibió las mujeres musulmanas de todo el mundo. Después de su regreso a El Cairo, completó su trabajo de predicación al Islam y siguió dando sus lecciones diarias para mujeres en la mezquita de su padre, Al Kahlawe, en el barrio de Al-Basaten, en sus ponencias se centró en destacar los aspectos civilizados del islam, junto con la explicación de los textos religiosos y responder a las preguntas sobre al fiqh. 
Abla Al-Kahlawe tenía muchas historias con las artistas arrepentidas, algunas se arrepintieron gracias a ella y ayudó a otras para no dejar el camino correcto, Abla invitó a Madiha Kamel para contar su historia de su arrepentimiento al público que se sintió afectado por ella, ya que ve como la artista puede dejar todo por volverse a Dios, también dijo sobre Nora: "que si llevara el velo, sería como una luna llena, y Nora lo hizo cuando escuchó estas palabras. Mientras Yasmin El-Khayyam la pidió que diera lecciones fijas sobre la religión a las artistas arrepentidas en la mezquita de su padre, Mohammed Khalil Al-Hosari, en la Gobernación del sei2de Octubre, Abla ha acogido con satisfacción esa sugerencia, y entre estas artistas Hala Fouad, Madiha Kamel, Afaf Shoaib, Shams Al-Baroudi y Shahira. 
*Pronto, fue asignada para dar ponencias islámicas en la mezquita de al-Azhar, además de una clase semanal en Beit-Al-Hammad en la mezquita del Mokattam. Presentó el programa "Fe Hob Al Moustafa", que transmitió durante el mes de Ramadán de 1428 d.H en el canal que se llama Al-Resala (el mensaje), también presentó una serie de otros programas en distintas canales de televisión, entre ellos el canal de Al-Nas. 
A principios del Milenio, Abla Al-Kahlawe apareció en el canal Iqra, su estilo suave y su voz dulce y digna se instalaron firmemente en la mente de sus seguidores con su apariencia permanente con la ropa blanca con la que se aseguraba de aparecer. A lo largo de su carrera mediática, Abla se centró en la biografía del Mahoma y el aspecto ético y espiritual. No se mencionó las cuestiones polémicas y espinosa relacionadas con la religión y las creencias sobre la vestimenta, el velo y el arte. Esto la causó unas críticas, ya que algunas personas creyeron que Abla Al-Kahlawe no desempeñó una función activa en los acontecimientos políticos en Egipto, y que sólo adoptó un discurso fijo que rechaza la revolución contra el gobernante, también ven que no tuvo éxito en sacar el discurso religioso del ciclo de la monotonía.

## Ámbito de la filantropía
Abla Al-Kahlawe prestó apoyo destacado en varios campos humanitarios y sociales, fundó la organización benéfica Al-Baqiyat Al-Salihat en Mokattam para cuidar a los niños huérfanos e indigentes, viudas y mujeres divorciadas y atención médica para pacientes con Alzheimer y cáncer, con la ayuda y las caravanas de la salud para aldeas y provincias de Egipto, el mejoramiento de los marginales, el suministro de agua, la reparación de los techos en tiempos de crisis de las inundaciones, comprar las cosas necesarias para las novias antes del casamiento, a través del establecimiento de casa de acogida que se llama "Mi Padre" para atender a las personas mayores, y el centro de atención de "Mi Madre" para cuidar a las personas de edad con Alzheimer, y el hogar de "Mi hijo" para los niños que tienen el cáncer y vienen con sus familias de las distintas regiones para recibir la cura y la atención médica en El Cairo y no hay un lugar para ellos en El Cairo durante el periodo de tratamiento, además del complejo de Al-Baqiyat Al-Salihat en la misma zona, Abla recomendó la continuación del trabajo de la organización benéfica Al-Baqiyat Al-Salihat y no cerrarla con la intensificación de la actividad benéfica dentro de ella, con la mezquita de Al-Baqiyat Al-Salihat para la memorización del Corán, junto con el hospital del anexo y para estar disponible para todos los necesitados. 

## Libros
"Le amad como os amó'', publicó en 2011 por Bedaya de publicación y distribución. 

" Mi corazón contigo " : un libro publicado en 2011 por Bedaya de publicación y distribución. Y entra en el ámbito de los libros fundamentales para los estudiantes de las ciencias de la mujer trabajadora, y por qué la felicidad desapareció del matrimonio y del hogar conyugal con el islam y la soltería. 

"Cuestiones de la mujer en la peregrinación mayor*Hajj* y la menor*Umrah*" : publicó en 2005 por Dar Al-Marifah de publicación y distribución, ya que Abla trató la obligación del Hajj para las mujeres basándose en el Corán, la Sunnah u los imames de las escuelas de pensamiento o jurisprudencia dentro del islam sunni, y reflejó el mensaje del Mahoma sobre la mujer, quien si seguía por la guía de Dios, se caracteriza por su Sharía (ley) y sigue el camino de la religión islámica, será recompensada por las dos cosas buenas juntas que son las dos obligaciones del Hajj y el Yihad. 

"Filiación y paternidad según del sagrado Corán y la Sunnah" : que publicó en 2005 por Dar Al-Marifah de publicación y distribución, ya que Abla Al-Kahlawe decidió recordar los derechos de la filiación y la paternidad y que el amor filial es una inculcación y inherente a la estructura de los corazones y las mentes, y que el hombre le gusta esta emoción por su voluntad según el cambio de la vida para sus hijos porque son la esperanza de la paternidad y sus sueños. 
*Artículo sobre el discurso religioso y el niño: que publicó en 2004 por Dar Al-Marifah de publicación y distribución. 
"Las prohibiciones relativas a la sangre y el castigo por la donación de sangre: un libro que publicó en 2003 por Dar Al-Rashad de publicación y distribución. Explica los motivos de la prohibición y las permisibilidades en la donación de sangre desde el punto de vista legislativo y religioso, empezando por la definición de sangre en la Sharía y la medicina y cómo anula la ablución (Wudu), la pureza o la purificación (Tahara) y las causas que obligan a realizar el ghusl y el juicio de la mediación de la sangre y las permisibilidades aunque si contravengan las salvedades jurídicas y la opinión de mantener la sangre en los bancos de sangre y la legalidad de su venta con aclarar la distinción entre la prohibición de la lactancia y la prohibición de sangre. 
"Un viajero sin camino" : es una serie de historias realistas publicó en 2003 por Dar Al-Rashad de publicación y distribución se caracteriza por las tendencias de escritura de fe brillante, y el espíritu poético elocuente y las teorías críticas correctas que tratan diversos aspectos negativos que extienden en la sociedad. 
"El divorcio solicitado por mujer es cura lo incurable" : es un estudio de jurisprudencia islámica comparada: este libro publicó en 2000 y trata los motivos de este tipo de divorcio, sus términos, las evidencias de su legitimidad y cómo el islam lo trata y la opinión del islam sobre él, también trata el divorcio normal y declarar la opinión islámica sobre él, sus pilares, sus condiciones y sus sectores. 
"Bancos de leche": publicado en 1998 por Dar Al-Rashad, el libro habla de la cuestión de los bancos de leche materna, donde la leche natural de madres lactantes es coleccionada, guardada y ofrecida a quienes la necesitan. Abla Al-Kahlawe presenta las opciones de los juristas islámicos y su opinión personal sobre este tema. 
"Mujeres entre la pureza''(Tahara) interna y externa (un estudio comparativo): que publicó en 1996,y entra el ámbito de las ciencias de la mujer y de las cuestiones relacionadas con la comunidad. 
"Una colección de poesía sobre el amor a la patria", ha demostrado el sentido del patriotismo que tenía y escribió muchos poemas sobre su amor hacia su marido, entre ellos un poema cuando él fue al frente antes de la Guerra de Octubre (Yom Kipur) de 1973.

## Su muerte
Abla Al-Kahlawe murió en El Cairo el 24 de enero de 2021 d. C.,el 11 de Jumada al- Thani de 1443 d.H, a la edad de 72 años, por su infección del nuevo coronavirus. Hala Zayed, la ministra de Sanidad de Egipto, dijo que Covid-19 es la causa de su muerte, ya que fue al hospital en un estado tardío, y ella ordenó que se enviara un equipo médico para hacer seguimiento del caso que estaba en muy mal estado. 

## El obituario
Su oración fúnebre se realizó dos veces sobre ella en la mezquita de Al-Baqiyat Al-Salihat y la mezquita de su padre Mohammed Al-Kahlawe en el Basatin. A su funeral asistieron muchas figuras públicas y predicadores musulmanes, encabezados por Osama Al-Azhar, 
El Asesor del presidente para los asuntos religiosos, quien Abla le recomendó que dirigiera el imam durante su oración fúnebre, Khalid Al-Gendy, miembro del Consejo Supremo de Asuntos Islámicos, Mohammed Yasin Al-Tohamy, el capitán de los cantantes de canciones religiosas, Al Habib Ali Al-Jafri, el predicador islámico, además de Amr Khalid y Khalid Abdel-Aal, el gobernador de El Cairo. 
Muchas figuras y símbolos religiosos y políticos lamentaron la muerte de Abla Al-Kahlawe en el mundo árabe e islámico. 

Ahmed Al-Tayeb, El Gran Imán de Al-Azhar dijo : "Que Allah tenga piedad de Abla, ella fue un modelo de la mujer virtuosa y buena para su religión y sociedad, siguió el camino del llamamiento islámico a Allah, por lo que los corazones la amaron e iluminó las mentes con su conocimiento. Dios la convirtió en ayudar a los pobres y a los huérfanos. Que Allah le conceda el perdón y el descanso eterno y haga de su conocimiento una intercesión por ella. De Allah provenimos, y a Él retornaremos. 

El Gran Mufti de Egipto, Shawki Allam, la lamentó y dijo: "la difunta Dra. Abla Al-Kahlawe, que descanse en paz, fue una erudita en activa, ya que combinó las ciencias de la Sharía con la filantropía, fundó una de las organizaciones benéficas más grandes en Egipto que hace actividades y obras benéficas. 

La Universidad de al-Azhar encabezada por el Dr. Mohammed Al-Mahrasawi, expresó su más sentido pésame a los estudiantes y los filántropos por la muerte de la predicadora la Dra. Abla Al-Kahlawe, quien dedicó su vida al ámbito de Da'wa islámica ya que fue un modelo de la mujer musulmana que predica con sus palabras y ayuda y hace el bien con sus manos y esfuerzos; la universidad también confirmó que sus programas de información y sus publicaciones científicas y sus obras y trabajos de caridad por siempre quedarán en nuestra memoria y animan a otros para seguir sus mismos pasos. 

*Osama Al-Azhari dijo: "desapareció un sol de conocimiento y bondad… y Allah sabe lo que hay en mi corazón de gran y profunda tristeza por su muerte, era un sol una luz en la vida de miles y millones de familias y casas, quienes encontraban en su discurso y sus consejos una luz que se llena los corazones con sosiego y luz, tenía una relación muy especial con ella, que Allah le perdone, fue mi segunda madre, estábamos siempre en constante contacto y consulta en cosas y asuntos generales y privados, fue muy generosa y se gastó mucho para ayudar los necesitados, también fue una erudita de la gente de conocimiento y de justicia, que podemos considerarlos herederos de la profecía de verdad. Que Allah te de la misericordia nuestra gran profesora y que Allah te eleve sus grados en paraíso y nos reúna contigo en los niveles más altos del paraíso, solo podemos decir lo que complace a Allah, estamos muy tristes por su fallecimiento, y pertenecemos a Allah y a Él es nuestro retorno». 

Mohammed Othman El-Khast, presidente de la Universidad de El Cairo, lamentó su muerte y dijo: "La Dra. Abla Al-Kahlawe, que Allah tenga misericordia de ella, fue un modelo de la madre predicadora del islam y reflejó la tolerancia, la misericordia y la amabilidad del islam, también tiene contribuciones reales en el campo de Da'wa (el proselitismo en el islam) y ofreció mucha ayuda y obras de caridad a través de su organización benéfica. Que Allah le cubra con su inmensa misericordia, le ingrese en sus jardines, le de la mejor recompensa y que su familia soporte su muerte con paciencia. 

Mohammed Mokhtar Gomaa, Ministerio de Awqaf(Habices) y el presidente del Consejo supremo de los Asuntos Islámicos en El Cairo dijo: "Que Allah cubra a la Dra. Abla Al-Kahlawe, la profesora de la Universidad de El Cairo, con su inmensa misericordia, que esté en los jardines de Allah y que Allah le conceda la plena recompensa por todo lo que ofreció e hizo para servir su religión y país y su misión humanitaria y que le dé la paciencia a su familia. 

Mohammed Abu Al-Enein dijo : "con gran pena y tristeza lamento a la madre virtuosa y la gran divulgadora del islam la Dra. Abla Al-Kahlawe, la importante erudita(alima) que tocó los corazones de las personas en todo el mundo árabe con su sinceridad y sus palabras que llenan el corazón de sosiego. La difunta fue un modelo de tolerancia, fe y misericordia y una luz en la vida de millones de familias, un modelo en ayudar y hacer obras buenas… que Allah acepte sus buenas acciones en su balanza de buenas obras. Con preciosas lágrimas y corazón doloroso pedimos a Allah que cubra a la difunta con su misericordia y perdón y que esté en los jardines del paraíso, que Allah la reemplace su hogar en esta vida con otro mejor en la otra vida.. y con una familia mejor que su familia. Que Allah tenga misericordia de la madre Abla Al-Kahlawe y dé la paciencia a su familia y sus amantes. Nos entristece su muerte. Pertenecemos a Allah y a Él nuestro retorno. 

Intisar El-Sisi, la esposa del presidente lamentó su muerte y escribió: " Egipto despidió a un gran y honorable modelo y ejemplo de la mujer egipcia leal a su religión y a su país, la jurista (faqiha) Dra. Abla Al-Kahlawe, quien murió ayer el domingo después de un camino largo de buen trabajo y una trayectoria humanitaria honrada en el camino del bien y del Da'wa. Allah tenga misericordia de ella y dé la paciencia a su familia y sus amantes. También el Consejo Nacional de las Mujeres encabezado por Maya Morsy, lamentó y expresó su profunda tristeza por la muerte de la Dra. Abla Al-Kahlawe confirmando que fue un modelo único y especial (en el llamamiento al islam) y su estilo se caracteriza por la sencillez y simplicidad, también ayudó a muchos con su conocimiento, pensamiento y lógica, además de su notable papel en el ámbito de la filantropía. 

Elham Shahin, la Subsecretaría General de la fundación de investigación islámica para los asuntos de las predicadoras al islam, la lamentó diciendo: " fue un modelo a seguir y un modelo en el conocimiento, el trabajo, el trato humano y la moralidad, ya que fue una profesora de nuestra Facultad de Estudios Árabes e Islámicos para mujeres en El Cairo y no vimos nada malo de ella solo todo lo mejor, ayudó con su conocimiento a la nación islámica (Umma), escribió los libros y las publicaciones científicas para ser una incesante limosna y un conocimiento útil y beneficioso después de su muerte y lo hizo de todas sus maneras modernas, como programas y audios para predicar al islam, pues tiene un conocimiento de material audiovisual para ayudar y interceder si Dios quiere y ha hecho todo lo posible para convertir las palabras en acciones, ya que tenía activa presencia en el campo de ayuda financiera y de la asistencia social y humanitaria a las personas de edad, los huérfanos y las viudas y ofreció numerosos servicios y asistencias a mucha gente de todo el espectro de la sociedad. 

Wafaa Amer expresó su conmoción diciendo: " Allah sabe que te amé por la causa de Él, Juro Por Allah que no hay otra divinidad salvo Él, su muerte, me hizo sentir tanto dolor, adiós el corazón más bondadoso y la madre más cariñosa en todo el mundo". Nashwa Moustafa continuó: "que esté en el paraíso y su eterna felicidad y que goce de sus delicias, mi querida, la paz, la misericordia y las bendiciones de Allah sean contigo, pertenecemos a Allah, Él dispone de nosotros como Le parece y a Él retornaremos el Día de la Resurrección.